# Royidris peregrina
Royidris peregrina  (лат.) — вид мелких муравьёв рода Royidris (подсемейство мирмицины).

## Распространение
Мадагаскар.

## Описание
Мелкие мирмициновые муравьи коричневого цвета с буровато-чёрным брюшком (длина тела около 3 мм), ширина головы от 0,52 мм до 0,67 мм. Соотношение ширины и длины головы (головной индекс, CI) = 84-88. Соотношение длины скапуса к ширине головы (индекс скапуса, SI) = 108—118 (скапус длинный). Нижнечелюстные щупики 5-члениковые, нижнегубные щупики состоят из 3 сегментов. Усики 12-члениковые с 4-члениковой булавой. Жвалы треугольной формы с 5 зубцами на жевательном крае. Глаза крупные, расположены в среднебоковой части головы. Стебелёк между грудкой и брюшком состоит из двух члеников: петиолюса и постпетиолюса (последний четко отделен от брюшка), жало развито, куколки голые (без кокона). Заднегрудка округлая, без проподеальных шипков. Брюшко гладкое и блестящее. Вид был впервые описан в 2014 году английским мирмекологом Барри Болтон (The Natural History Museum, Лондон, Великобритания) и американским энтомологом Брайаном Фишером (B. L. Fisher; Department of Entomology, California Academy of Sciences, Сан-Франциско, Калифорния, США). По общему габитусу сходны с муравьями рода Monomorium.